# Koudai Tsukakoshi
Koudai Tsukakoshi, född den 20 november 1986 i Tochigi, Japan, är en japansk racerförare.

## Racingkarriär
Efter att ha blivit femma i det Japanska F3-mästerskapet 2007, flyttade Tsukakoshi till F3 Euroseries, där han tog flera pallplatser redan under sin debutsäsong. Sammanlagt slutade Tsukakohsi på en sjätteplats. Han är medlem i Toyotas förarutvecklingsprogram.